# مركز أملو (إد موساكنا)
مركز أملو هو دُوَّار يقع بجماعة اثنين أملو، إقليم سيدي إفني، جهة كلميم واد نون في المملكة المغربية. ينتمي الدوّار لمشيخة إد موساكنا التي تضم 39 دوار. يقدر عدد سكانه بـ 49 نسمة حسب الإحصاء الرسمي للسكان والسكنى لسنة 2004.

## روابط خارجية
- البوابة الوطنية للجماعات الترابية نسخة محفوظة 12 مارس 2018 على موقع واي باك مشين.
- المندوبية السامية للتخطيط